# 明日都浜大津

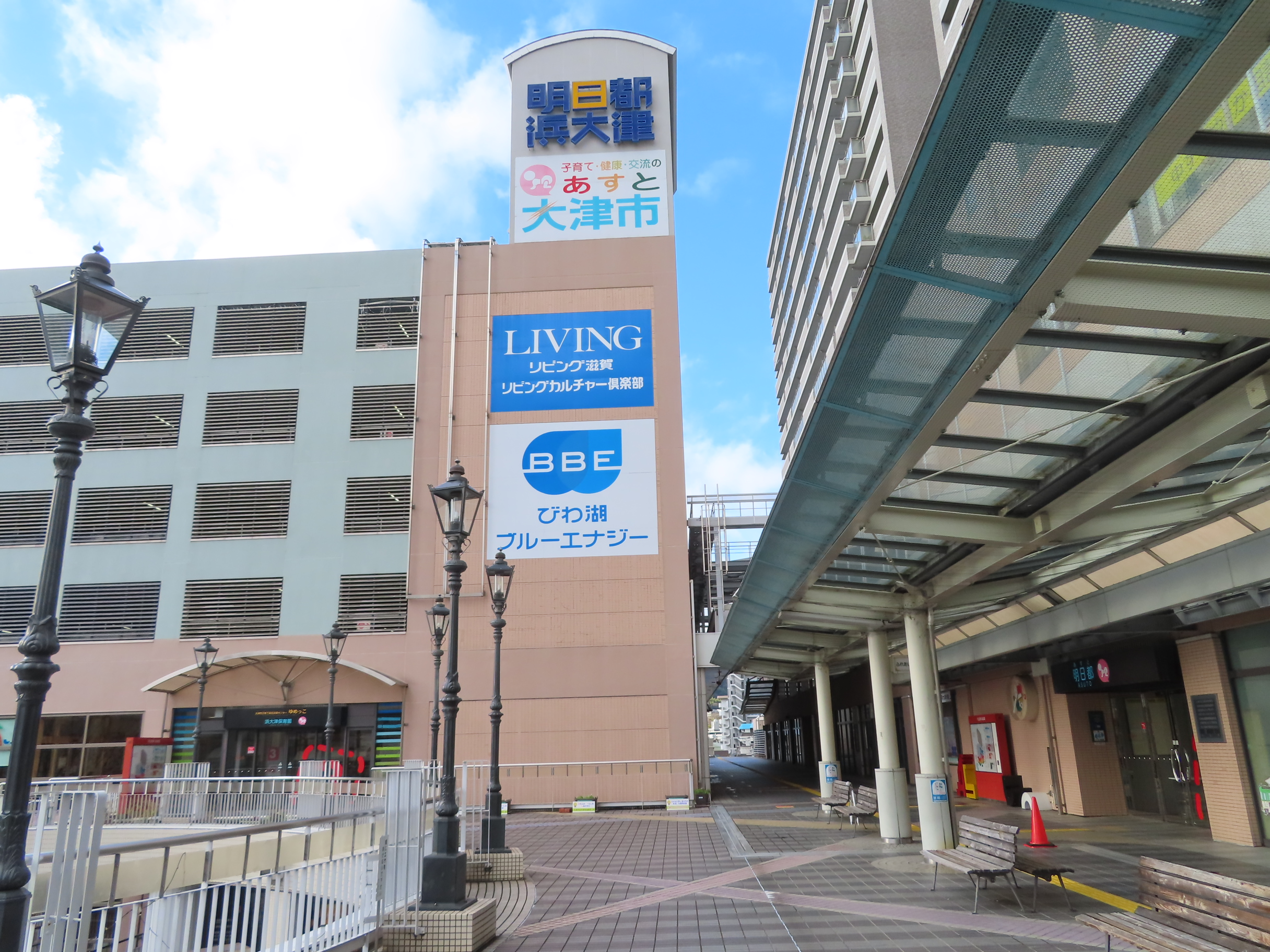
明日都浜大津（2024年1月）

明日都浜大津（あすとはまおおつ）は、滋賀県大津市浜大津4丁目の京阪びわ湖浜大津駅前にある、商業・公共施設とマンションの複合施設。大津市が第三セクター方式で運営。京阪びわ湖浜大津駅とペデストリアンデッキで直結している。以前は浜大津オーパが入居していた。

## 歴史
- 1993年 - 旧京阪浜大津駅跡地に工事着工。
- 1998年3月11日 - 工事竣工しオープン。核店舗として浜大津オーパが入居（当初は滋賀県にゆかりのある髙島屋が出店する予定だった）。
- 2004年3月31日 - 大津PARCOや浜大津アーカスとの競合により売り上げが減少し、浜大津オーパが撤退した。
- 2006年
  - 4月29日 - リニューアルオープン。育児施設・ショールームなどが入る公共的施設に模様替えした。
  - 12月1日 - 1階に家電量販店のコジマが入店した。
- 2012年9月23日 - コジマが撤退。

2021年6月現在、公共的施設として大津市保健所や保育園などが入居。

## 交通
京阪電気鉄道京津線・石山坂本線 びわ湖浜大津駅下車すぐ

## 設備
低層棟
- 4階 - 7階・屋上：明日都浜大津公共立体駐車場
- 3階：育児施設（ゆめっこ）、浜大津保育園、ハートアップ、クリニック（京阪浜大津駅連絡デッキ）
- 2階：総合保健センター、国際交流サロン、都市再生課、明日都トレーニングルーム（屋外広場）、びわ湖ブルーエナジー本社、滋賀リビング新聞社本社ほか
- 1階：会議室（一部自習可）、保健所、バス・タクシーロータリー、散髪店、浜大津郵便局、飲食店など。

高層棟
- 7階 - 17階：マンション
- 6階：駐車場
- 4階、5階：大津市公共施設、会議室、事務所
- 1 - 3階は低層棟と連結され、設備も同じ。